# N.E.R.D
N.E.R.D lub N*E*R*D – zespół rockowy założony pod koniec 1999 roku przez trzech muzyków, którzy znają się od dzieciństwa – Chad Hugo, Pharrell Williams i Shae Haley. NERD to skrót od słów No-one ever really dies, czyli Nikt nigdy do końca nie umiera.

## Muzycy
- Pharrell Williams – śpiew, instrumenty klawiszowe, gitara rytmiczna, instrumenty perkusyjne
- Chad Hugo – gitara prowadząca, instrumenty klawiszowe, saksofon, gitara basowa
- Shae Haley – perkusja, instrumenty perkusyjne, chórki

## Dyskografia
| In Search Of...            | - Data: 12 marca 2002 - Wydawca: Star Trak, Virgin        | 56 | –  | 34 | 57 | 28 | - USA: złota płyta |
| Fly or Die                 | - Data: 23 marca 2004 - Wydawca: Star Trak, Virgin        | 6  | 11 | 5  | 9  | 4  | - USA: złota płyta |
| Seeing Sounds              | - Data: 10 czerwca 2008 - Wydawca: Star Trak, Interscope  | 7  | 14 | 14 | –  | 20 |                    |
| Nothing                    | - Data: 2 listopada 2010 - Wydawca: Star Trak, Interscope | 20 | –  | 31 | –  | 83 |                    |
| „–” album nie był notowany |                                                           |    |    |    |    |    |                    |